# Humanoid (альбом Accept)
Humanoid (с англ. — «Гуманоид») — семнадцатый студийный альбом немецкой хеви-метал-группы Accept, выпущенный 26 апреля 2024 года. Это первый студийный альбом группы на лейбле Napalm Records, с которым Accept подписали контракт в феврале 2022 года.

## Отзывы
Альбом получил положительные отзывы критиков. Дом Лоусон из Blabbermouth.net дал альбому оценку семь с половиной из десяти, написав: «Для тех, кому понравились предыдущие пять альбомов, здесь нет абсолютно ничего, что не оправдало бы ожиданий. Accept являются и всегда были исключительно хороши в хэви-метале. Это их фишка», и добавил, что альбом «можно проглотить как еще одну щедрую порцию свежих металлических гимнов». Лоусон также назвал «Unbreakable» и «Mind Games» «одними из лучших песен, которые группа написала с 2009 года».

## Список композиций
| №                   | Название                | Автор(ы)                                     | Длительность |
| ------------------- | ----------------------- | -------------------------------------------- | ------------ |
| 1.                  | «Diving into Sin»       | Марк Торнильо, Мартин Мотник, Вольф Хоффманн | 4:01         |
| 2.                  | «Humanoid»              | Торнильо, Хоффманн                           | 4:36         |
| 3.                  | «Frankenstein»          | Торнильо, Уве Лулис, Хоффманн                | 4:15         |
| 4.                  | «Man Up»                | Торнильо, Хоффманн                           | 5:09         |
| 5.                  | «The Reckoning»         | Мотник, Хоффманн                             | 4:35         |
| 6.                  | «Nobody Gets Out Alive» | Торнильо, Хоффманн                           | 4:07         |
| 7.                  | «Ravages of Time»       | Мотник, Хоффманн                             | 4:16         |
| 8.                  | «Unbreakable»           | Торнильо, Мотник, Хоффманн                   | 4:54         |
| 9.                  | «Mind Games»            | Торнильо. Хоффманн                           | 4:06         |
| 10.                 | «Straight Up Jack»      | Торнильо, Хоффманн                           | 3:28         |
| 11.                 | «Southside of Hell»     | Торнильо, Хоффманн                           | 4:57         |
| Общая длительность: | Общая длительность:     | Общая длительность:                          | 48:14        |

| №   | Название                                       | Автор(ы)       | Длительность |
| --- | ---------------------------------------------- | -------------- | ------------ |
| 12. | «Hard Times» (кавер на песню Кёртиса Мейфилда) | Кёртис Мейфилд | 3:40         |

## Участники записи

### Accept
- Марк Торнильо – вокал
- Вольф Хоффманн – соло-гитара
- Уве Лулис – ритм-гитара
- Мартин Мотник – бас-гитара
- Кристофер Уильямс – ударные

### Дополнительные участники
- Клэй Ванн – бэк-вокал
- Мэтт Смит – бэк-вокал

### Производство
- Энди Снип – продюсер, микширование
- Дьюла Хаванчак – обложка, макет

## Позиции в чартах
| Чарт (2024)                                   | Высшая позиция |
| --------------------------------------------- | -------------- |
| Австрия (Ö3 Austria)                          | 2              |
| Бельгия/Фландрия (Ultratop)                   | 58             |
| Бельгия/Валлония (Ultratop)                   | 121            |
| Финляндия (Suomen virallinen lista)           | 19             |
| Германия (Offizielle Top 100)                 | 5              |
| Венгрия (MAHASZ)                              | 39             |
| Япония (Oricon)                               | 45             |
| Польша (ZPAV)                                 | 4              |
| Шотландия (Scottish Albums Chart)             | 45             |
| Швеция (Sverigetopplistan)                    | 22             |
| Швейцария (Schweizer Hitparade)               | 6              |
| Великобритания (UK Digital Albums Chart)      | 41             |
| Великобритания (UK Independent Albums Chart)  | 13             |
| Великобритания (UK Rock & Metal Albums Chart) | 7              |